# Ergyne cervicornis
Ergyne cervicornis är en kräftdjursart som beskrevs av Risso 1816. Ergyne cervicornis ingår i släktet Ergyne och familjen Bopyridae. Inga underarter finns listade i Catalogue of Life.